# 누가, 스티브 잡스를 이길 것인가
누가, 스티브 잡스를 이길 것인가는 미국에서 활동하는 바이오, 제약 전문가인 장건희박사에 의해 쓰여진 책으로, 2011년 1월 다산북스에서 출판되었다. 미국외 전 세계 바이오산업의 역사와 현황을 소개한 책이다.

## 차례
제1부 바이오산업의 초일류 기업들
1. 제넨텍 이야기
젊은 벤처캐피탈리스트와 뚱뚱한 과학자의 만남 
성공적인 비즈니스 모델 
성공적인 기업문화 
2. 앰젠 이야기
단백질 약품 EPO의 가려진 과거 
블록버스터의 탄생 
3. 바이오 기업들의 춘추전국시대
노르디스크와 노보 - 북구의 두 라이벌 
노바티스와 로슈 - 에라스무스의 유산 
기린과 교와하코 - 맥주에서 바이오까지 
4. 세계의 바이오 기업들
혈액에서 항체 치료제까지 
류마티스 치료제 - 고통의 역사 
제2부: 바이오산업의 이슈와 스캔들
1. 바이오산업의 이슈들
돌팔이 약장사에서 FDA까지 
바이오시밀러에 거는 기대 
에이즈백신을 향한 꿈 
원숭이, 스스로 목숨을 끊다 - 동물실험의 역사와 현황 
의학도서관의 추억 
2. 바이오산업의 스캔들
내부자거래 
억만장자를 꿈꾸는 모험가들 
내부 고발자 
신약개발에 대한 변명
제3부 에필로그
1. 바이오산업이란 무엇일까
바이오산업의 특성
2. 바이오산업의 인적자원
바이오업계의 우수 인력 
나의 바이오기업 도전열전 
미국 바이오 회사에 들어간다는 것 